# Как я теперь люблю
«Как я теперь люблю», оригинальное название — «Как я теперь живу» (англ. How I Live Now) — военная мелодрама режиссёра Кевина Макдональда, вышедшая на экраны в 2013 году. Фильм основан на одноимённом романе Мэг Розофф. Главные роли исполнили Сирша Ронан, Джордж Маккей и Харли Бёрд. Фильм был показан на Международном кинофестивале в Торонто.

## Сюжет
15-летняя Дейзи (Сирша Ронан), стервозная, но волевая американская девочка-подросток, приезжает на лето в Англию к своей тёте Пенн и кузенам — Эдмонду (Джордж Маккей), Айзеку (Том Холланд) и Пайпер (Харли Бёрд). Сперва Дейзи неохотно контактирует с ними, но со временем она влюбляется в своего старшего кузена Эдмонда.
Через несколько дней после её приезда тётя улетает в Женеву для участия в конференции касательно обострившейся политической ситуации в мире и угрозы Третьей мировой войны. В её отсутствие неизвестный враг взрывает ядерную бомбу в Лондоне, убив тысячи человек и вызвав радиоактивные осадки. Вскоре после этого сотрудник консульства США в Эдинбурге приезжает в дом тёти Пенн, сообщает Дейзи, что Соединенные Штаты отзывают своих граждан из Соединённого Королевства, и отдаёт ей обратный билет. Он советует её кузенам оставаться дома и ждать эвакуации.
После ночи, проведённой с Эдмондом, Дейзи решает, что бы ни случилось, остаться с ним, и сжигает свой билет. Однажды утром к ним врывается британская армия, которая заставляет их эвакуироваться. Эдмонд, перед тем как увезли Дэйзи, сказал ей, чтобы она возвращалась в любом случае. Эдмонда и Айзека призывают в армию, а Дейзи и Пайпер увозят на общественные работы. Девочки живут в семье, в безопасной охраняемой зоне.
Идут дни, а Дейзи все не может выбить из головы мысль о возвращении. Пайпер жаждет поскорее увидеть братьев и маму, а также вернуться в родной дом. В один из рабочих дней Дейзи и Пайпер встречают Джо, их друга, с которым они проводили последние беззаботные дни. Он рассказывает им, что всю его семью убили. По возвращении в безопасную зону, ребята видят, что въезд захвачен террористами, однако, когда все фургоны уезжают, последний, в котором находились Пайпер, Джо и Дейзи, застревает. Пуля пробивает голову Джо, а фургону удается уехать раньше, чем террористы начинают обстреливать его.
Для Дейзи смерть Джо и накал ситуации становится последней каплей. Вечером она собирает все необходимое в рюкзак и вместе с Пайпер покидает безопасную зону, на пути домой. По дороге обратно Дейзи сталкивается с различными трудностями, у них кончается запас очищенной воды. Попав по указателю в место, где якобы должны находиться Эдмонд и Айзек, Дейзи не находит ничего, кроме разложившихся трупов мальчиков от 12 до 18, среди которых находит тело Айзека.
Стараясь побыстрее убежать от увиденного, Дейзи направляется строго по карте, в место, где раньше жили ребята. Но по тропе в лесу девочки встречают озверевших, голодных людей, желающих закинуть в рот хоть что-либо, будь это мясо животных, или слабых, хрупких девочек. Неизвестные преследователи пытаются убить Пайпер, чтобы прокормиться, но Дейзи успевает застрелить мужчин.
Героини продолжают своё путешествие домой. К сожалению, убегая от преследователей, Дейзи теряет компас и карту, понимая, что теперь идти придется куда глаза глядят. Окончательно ослабев, девочки останавливаются возле маленького пруда, в лесной глуши. Она смотрит на небо, замечая в просторах небес птицу, которую выхаживал Эдди. Следуя за птицей, девочки находят дорогу домой. Они полны уверенности, что найдут кого-то в доме, но там нет ничего, кроме собаки Джо, заплесневелой еды и следов взрывов. Девочки остаются в доме.
Вечером, за обедом, они слышат, как собака начинает истошно лаять. Услышав особое эхо, Дейзи осознает, что Эдди в лесу и собака зовет на помощь. Перестав наконец слушать голоса в своей голове, она спешит в лес и находит там Эдмонда, раненого, с огромными отёками, онемевшего и обезвоженного. За какое-то время девушке все же удается выходить парня, но он не перестает молчать. Вероятно, он стал свидетелем смерти своего брата, а также других ребят. У Эдди глубокая душевная рана, не позволяющая ему вновь наслаждаться присутствием Дейзи, а также осознанием факта того, что он выжил.
В финале Дейзи произносит монолог, в котором говорит, что после войны все в её жизни изменилось, все стало по-другому. Она целует Эдди, успокаивая его, говоря, что она верит, что когда-нибудь ему все-таки станет лучше.

## В ролях
- Сирша Ронан — Дейзи
- Джордж Маккей — Эдмонд
- Харли Бёрд — Пайпер
- Том Холланд — Айзек
- Анна Чанселлор — тетя Пенн
- Дэнни Макэвой — Джо
- Дэррен Морфитт — Сержант
- Кори Джонсон — консульский чиновник